# Hey Baby!
| Recensione | Giudizio |
| ---------- | -------- |
| AllMusic   |          |

Hey Baby! è il secondo album di Chuck Mangione (a nome The Jazz Brothers Featuring Gap and Chuck Mangione), pubblicato dalla casa discografica Riverside Records nel 1961.

## Tracce

### LP
Lato A
1. Hey Baby! – 4:09 (musica: Chuck Mangione)
2. Bags' Groove – 4:51 (musica: Milt Jackson)
3. The Night Has a Thousand Eyes – 6:11 (Benjamin Weisman, Dorothy Wayne, Marilyn Garrett)
4. Givin' the Business – 6:26 (musica: Steve Pullara)

Lato B
1. Wha's Happ'nin'? – 4:26 (musica: Sal Nistico)
2. Just You, Just Me – 4:50 (testo: Raymond Glages – musica: Jesse Greer)
3. Old Folks – 6:52 (testo: Dedette Lee Hill – musica: Willard Robison)
4. The Bassett Sound – 6:19 (musica: Chuck Mangione)

## Formazione
- Chuck Mangione – tromba
- Sal Nistico – sassofono tenore
- Gap Mangione – piano
- Steve Davis – contrabbasso
- Roy McCurdy – batteria

Note aggiuntive
- Orrin Keepnews – produttore
- Registrazioni effettuate l'8 marzo 1961al Plaza Sound Studios di New York City, New York
- Ray Fowler – ingegnere delle registrazioni
- Ken Deardoff – design copertina album originale
- Steve Schapiro – foto copertina album originale
- Mort Fega – note retrocopertina album originale[1]